# Eric Long (3e vicomte Long)
Richard Eric Onslow Long, 3e vicomte Long, (22 août 1892 - 12 janvier 1967) est un homme politique du Parti conservateur britannique et un officier de l'armée territoriale. 

## Jeunesse
Il est le fils cadet de Walter Long (1er vicomte Long), de Dorothy Blanche, fille de Richard Boyle (9e comte de Cork). Il est le frère cadet du brigadier-général Walter Long et le neveu de Richard Chaloner (1er baron Gisborough). Il fait ses études à Harrow School . 
En 1922, Long est initié à la franc-maçonnerie au Chaloner Lodge n ° 2644, réuni à Melksham. Plus tard, il rejoint la Lodge of Assistance n ° 2773, se réunissant dans le centre de Londres. Il devient juge de paix en 1923. 

## Carrière
Long est élu à la Chambre des communes comme député de Westbury lors d'une élection partielle en 1927, à la suite du décès du député conservateur Walter William Shaw. Il est réélu aux élections générales de 1929, mais ne se représente pas aux élections de 1931. 
Il sert pendant la Première Guerre mondiale, et est mentionné dans les dépêches. Entre les guerres, il atteint le grade de major dans le Royal Wiltshire Yeomanry à temps partiel. Il sert de nouveau pendant la Seconde Guerre mondiale, devenant commandant de la batterie 329 dans le 32e Régiment de Projecteurs, Artillerie Royale (7e Ville de Londres) en 1941, basé à Carlton Hall près de Saxmundham, Suffolk. 
Après la guerre, il devient colonel honoraire du 604 Searchlight Regiment, Royal Artillery (Royal Fusiliers) . 
En 1944, son neveu Walter Long (2e vicomte Long) est tué au combat pendant la Seconde Guerre mondiale. Walter n'avait pas d'héritiers mâles, alors Long lui succède comme 3e vicomte Long. Avant cela, il est généralement connu sous le nom de «Major Eric Long». En 1946, il est nommé lieutenant adjoint du Wiltshire. 

## Famille
Lord Long épouse Gwendoline Hague-Cook en 1916 et ils ont quatre enfants: 
- Walter Reginald Basil Long, né le 13 décembre 1918, sert pendant la Seconde Guerre mondiale en tant que lieutenant, Royal Artillery, noyé en service actif en Grèce, le 28 avril 1941.
- Noreen Long, née le 21 janvier 1921, épouse le major John Cairns Bartholomew, Royal Wiltshire Yeomanry.
- Richard Gerald Long, né le 29 janvier 1929, qui succède à son père en tant que 4e vicomte Long
- John Hume Long, né le 4 juillet 1930.

Le vicomte Long est mort à Bath dans le Somerset le 12 janvier 1967 à l'âge de 74 ans et est enterré dans le caveau familial à West Ashton, Wiltshire. Selon sa nécrologie dans le Times en janvier 1967, il décrivait un jour les socialistes comme des «bêtes dangereuses». Lorsque des femmes pairs ont été introduites à la Chambre des lords, il a déclaré: "Je leur parlerai bien sûr si elles me mettent leur présence en face, mais sinon je ferai de mon mieux pour les ignorer". 